# Самойловское сельское поселение (Ленинградская область)
Само́йловское се́льское поселе́ние — муниципальное образование в составе Бокситогорского района Ленинградской области. Административный центр — посёлок Совхозный.

## Географические данные
Расположено в центральной части района, на севере граничит с Тихвинским районом. 
По территории поселения проходят автодороги:
- А114 (Вологда — Новая Ладога)
- 41К-034 (Пикалёво — Колбеки)
- 41К-035 (Большой Двор — Самойлово)
- 41К-191 (Самойлово — Велье)
- 41К-282 (подъезд к дер. Струги)
- 41К-294 (Струги — Дудинское)
- 41К-295 (Окулово — Володино)
- 41К-296 (подъезд к дер. Селиваново и Замошье)
- 41К-297 (Окулово — Слизиха)

Расстояние от административного центра поселения до районного центра — 42 км.
По территории поселения проходит железная дорога Волховстрой I — Вологда (ж/д станции Обринский, Чудцы, Коли).

## История
В начале 1920-х годов в составе Пикалёвской волости Тихвинского уезда Санкт-Петербургской губернии был образован Самойловский сельсовет.
В августе 1927 года Самойловский сельсовет вошёл в состав Пикалёвского района Ленинградской области.
1 января 1932 года Пикалёвский район был ликвидирован, а Самойловский сельсовет вошёл в состав Ефимовского района.
По состоянию на 1933 год в Самойловский сельсовет входили 22 населённых пунктов, население — 2265 чел.
25 июля 1952 года Самойловский сельсовет был передан во вновь образованный Бокситогорский район.
С 1 февраля 1963 года по 12 января 1965 года после упразднения Бокситогорского района сельсовет входил в состав Ефимовского района.
По состоянию на 1990 год центр Самойловского сельсовета располагался в посёлке Совхозный, в состав сельсовета вошёл Окуловский сельсовет.
18 января 1994 года постановлением главы администрации Ленинградской области № 10 «Об изменениях административно-территориального устройства районов Ленинградской области» Самойловский сельсовет, также как и все другие сельсоветы области, преобразован в Самойловскую волость.
1 января 2006 года в соответствии с областным законом № 78-оз от 26 октября 2004 года «Об установлении границ и наделении соответствующим статусом муниципального образования Бокситогорский муниципальный район и муниципальных образований в его составе» было образовано Самойловское сельское поселение, в его состав вошла территория бывшей Самойловской волости.
Законом Ленинградской области от 8 мая 2014 года № 22-оз в состав Самойловского сельского поселения вошло Анисимовское сельское поселение Бокситогорского района.

## Население
| 2006  | 2010  | 2011  | 2012  | 2013  | 2014  | 2015  |
| ----- | ----- | ----- | ----- | ----- | ----- | ----- |
| 1500  | ↘1498 | ↘1492 | ↘1487 | ↘1478 | ↗1492 | ↗2050 |
| 2016  | 2017  | 2018  | 2019  | 2020  | 2021  | 2023  |
| ↗2063 | ↗2088 | ↗2126 | ↘2069 | ↗2088 | ↗2151 | ↗2154 |
| 2024  | 2025  |       |       |       |       |       |
| ↗2176 | →2176 |       |       |       |       |       |

## Состав сельского поселения
| №  | Населённый пункт | Тип населённого пункта              | Население |
| -- | ---------------- | ----------------------------------- | --------- |
| 1  | Анисимово        | деревня                             | ↘418      |
| 2  | Большой Двор     | деревня                             | ↗34       |
| 3  | Бочатино         | деревня                             | ↗10       |
| 4  | Велье            | деревня                             | ↗15       |
| 5  | Верховье         | деревня                             | ↗20       |
| 6  | Володино         | деревня                             | ↘1        |
| 7  | Гагрино          | деревня                             | →0        |
| 8  | Глядково         | деревня                             | →0        |
| 9  | Головково        | деревня                             | ↗13       |
| 10 | Горка            | деревня                             | ↘3        |
| 11 | Григоркино       | деревня                             | ↗12       |
| 12 | Дуброва          | деревня                             | →3        |
| 13 | Дудинское        | деревня                             | →0        |
| 14 | Ёлзово           | деревня                             | ↘1        |
| 15 | Замошье          | деревня                             | ↗11       |
| 16 | Заручевье        | деревня                             | ↗4        |
| 17 | Захожи           | деревня                             | ↘12       |
| 18 | Казённое Село    | деревня                             | ↗5        |
| 19 | Калинецкое       | деревня                             | ↘0        |
| 20 | Карповская       | деревня                             | ↗8        |
| 21 | Климово          | деревня                             | ↗23       |
| 22 | Коли             | посёлок                             | ↗442      |
| 23 | Косково          | деревня                             | ↗9        |
| 24 | Некрасово        | деревня                             | →8        |
| 25 | Окулово          | деревня                             | ↘36       |
| 26 | Осиновка         | деревня                             | →1        |
| 27 | Пакшеево         | деревня                             | ↘9        |
| 28 | Плутино          | деревня                             | →0        |
| 29 | Подборовье       | деревня                             | ↗11       |
| 30 | Пронино          | деревня                             | →1        |
| 31 | Рязанский Шлюз   | местечко                            | ↘0        |
| 32 | Самойлово        | деревня                             | ↗185      |
| 33 | Сара             | деревня                             | ↗6        |
| 34 | Селиваново       | деревня                             | ↘15       |
| 35 | Слизиха          | деревня                             | →11       |
| 36 | Совхозный        | посёлок, административный центр     | ↘654      |
| 37 | Спирово          | деревня                             | ↗13       |
| 38 | Струги           | деревня                             | ↗28       |
| 39 | Сычово           | деревня                             | ↘0        |
| 40 | Тарасово         | деревня                             | ↗5        |
| 41 | Угол             | деревня                             | →1        |
| 42 | Фалилеево        | деревня                             | ↘7        |
| 43 | Финиково         | деревня                             | ↘1        |
| 44 | Фомкино          | деревня                             | ↘3        |
| 45 | Часовня          | деревня                             | ↗15       |
| 46 | Черкасова Горка  | деревня                             | ↗5        |
| 47 | Чудцы            | деревня                             | →35       |
| 48 | Чудцы            | посёлок при железнодорожной станции | ↗40       |
| 49 | Чурилова Гора    | деревня                             | ↗9        |

28 декабря 2004 года в связи с отсутствием жителей областным законом № 120-оз была упразднена деревня Кузнецово.